# 大貝雷茲納
50°2′32″N 27°25′46″E / 50.04222°N 27.42944°E
大別列茲納（烏克蘭語：Велика Березна），是烏克蘭西部的村莊，隸屬赫梅利尼茨基州的舍佩蒂夫卡區。該村始建於1470年，面積2.75平方公里，2020年人口1,039，人口密度每平方公里431人。